# Can Boter (Palau-solità i Plegamans)
Can Boter és una obra de Palau-solità i Plegamans (Vallès Occidental) inclosa a l'Inventari del Patrimoni Arquitectònic de Catalunya.

## Descripció
És una masia de planta baixa i pis amb la teulada a doble vessant i carener perpendicular a la façana principal. La teulada és de teules àrabs. La casa té dues portes oposades, situades a les seves dues façanes. Té una casa de nova construcció adossada.